# Pino Daeni
Pino Daeni (n. 8 noiembrie 1939, Bari, Italia – d. 25 mai 2010, New Jersey, SUA) a fost un pictor originar din Italia.
În 1960 a intrat la Academia de Artă Brera din Milano unde și-a perfecționat talentul și îndemânarea de a picta nuduri. În cei 2 ani, cât a studiat la Academie, a intrat sub influența prerafaeliților și a lui Macchiaioli. Cât timp a stat la Milano, Pino a experimentat și expresionismul.
Din 1960 până în 1979 lucrările lui au apărut în câteva mari expoziții în Italia și Europa. În același timp, a lucrat pentru 2 mari edituri, Mondadori și Pizzoli.
Totuși, la Milano, Pino s-a simțit îngrădit. Dorea mai multă libertate artistică, iar aceasta libertate credea că o va găsi în SUA.